# NICE TO MEET YOU
『NICE TO MEET YOU』（ナイス・トゥ・ミーツ・ユー）は、L⇔Rの11枚目のシングル。

## 概要
- 前作『GAME』から５か月ぶりのリリースで、L⇔R初の12cmシングル。
- CDには『NICE TO MEET YOU/I WISH』と記載されており、両A面シングルとして発売されたが、『I WISH』は次作アルバム『Doubt』の収録は見送られ、『Singles&More Vol.2』などのベストアルバムにも収録されなかった。その後、シングルB面曲を集めた配信アルバム『B-side collection』に収録されたため、実質カップリング曲の扱いになっている。

## 収録曲
全作詞・作曲:黒沢健一、全編曲:L⇔R、Yutaka Toyama
1. NICE TO MEET YOU
『キリンラガービール』CM曲[1]。元々CM用にサビの部分だけ作られていた曲であったが、CD化するにあたってフルバージョンが作られることとなった。演奏に『シタール』を用いるなどしているため、エスニック色が強い印象を受けるアレンジとなっている。「HEY!HEY!HEY! MUSIC CHAMP」出演の際にダウンタウンの松本人志に『どういう曲なのか？』と聞かれ、健一は、インドっぽい感じと語ったが、『インドっぽいのにナイス・トゥー・ミー・チュー？（英語）』と突っ込まれてしまった。
2. I WISH
3. GAME (Live Version)
10thシングルのライブテイク。1996年3月10日に行われた日本武道館での演奏を収録したもので、後の『PV』や『Live at Budokan"Let Me Roll it! tour 1996"』に収録されているものと同じ音源である。

## 収録アルバム
- Doubt (#1)
- Singles&More Vol.2 (#1)
- プラチナムベスト L⇔R (#1)